# Partula martensiana
Partula martensiana és una espècie de gastròpode eupulmonat terrestre de la família Partulidae.

## Hàbitat
És terrestre.

## Distribució geogràfica
És un endemisme de la Micronèsia.